# Walter & Co.
Die Walter & Co. GmbH war ein deutsches Maschinenbau- und Zweiradunternehmen in Mühlhausen/Thüringen.

## Geschichte
Am 21. April 1894 gründete Gustav Walter die Firma Gustav Walter & Co. in Mühlhausen, eine Produktionsfirma für Strickmaschinen.
Ab 1897 wurden Zweiräder mit dem eingetragenen Warenzeichen und dem Schriftzug MÖVE produziert.
1902 erfolgte die Umbenennung der Firma in Thüringische Maschinen- und Fahrradfabrik Walter & Co.
Von 1903 bis 1912 produzierte Walter Motorräder unter dem Markennamen „MÖVE“, die mit Ein- und Zweizylinder-Fafnir-Motoren von 3,5 und 5 PS ausgestattet waren. In den 1920er Jahren wandte man sich bei Walter dem modernen Motorradbau zu und bot ein umfangreiches Typenprogramm an.
Obwohl in dem Zeitraum von 1925 bis 1940 auch 250 und 350 cm³ Zweitaktmaschinen sowie 350 und 500 cm³ Viertaktmaschinen, letztere mit dem OHC-Küchen-Motor, in Kleinserie bei Walter gefertigt wurden, lag das Schwergewicht doch ab Ende der 1920er Jahre auf dem leichten 200 cm³ Modell. Diese Tourenmaschine war mit 196 cm³ Villiers-Zweitaktmotor (mit Gemischschmierung) von 6 PS Leistung oder 192 cm³ Bark-Zweitaktmotor mit Gemischschmierung und 5,5 PS Leistung ausgerüstet. Gebaut wurde ab den 1930er Jahren auch ein Möve-Leichtmotorrad mit Sachs-Motor sowie 300 cm³, 6,5 kW (9 PS) Motorräder mit Windhoff-Motoren.
Ein Glanzstück war aber die 175 cm³ Supersportmaschine, welche die Herzen der Motorsport-Enthusiasten höher schlagen ließ. Dieser Typ besaß wie die 200 cm³ Maschine ebenfalls einen niedrigen, geschlossenen Halb-Doppelrahmen mit Parallelogramm-Vordergabel, das Triebwerk aber war der schnelle Original-Villiers-Doublesport-Motor mit Patentschmierung und separatem Öltank. Bei 57 mm Bohrung und 67 mm Hub hatte er 172 cm³ Hubraum und leistete bei einer Drehzahl von 4500/min 8 PS. Damit lief die kleine Biene gestoppte 105 km/h.
Ebenfalls eingesetzt wurde der mit kurzen, offenen Auspuffstutzen ausgerüstete 175er Brooklands-Racing-Motor von Villiers im Walter-Fahrwerk. Der Rahmen war schwarz lackiert, die Kotflügel und Felgen rot, der Kraftstofftank fisch-silber. Der mit den Enden nach unten zeigende Lenker hatte Henne-Weltrekord-Form. Je nach Stufe der Motorfrisur erreichte die nicht gerade flüsternde Rennsportmaschine 110 bis 120 km/h.
Zu Beginn des Zweiten Weltkrieges wurde die Produktion der Mühlhäuser Motorräder eingestellt.

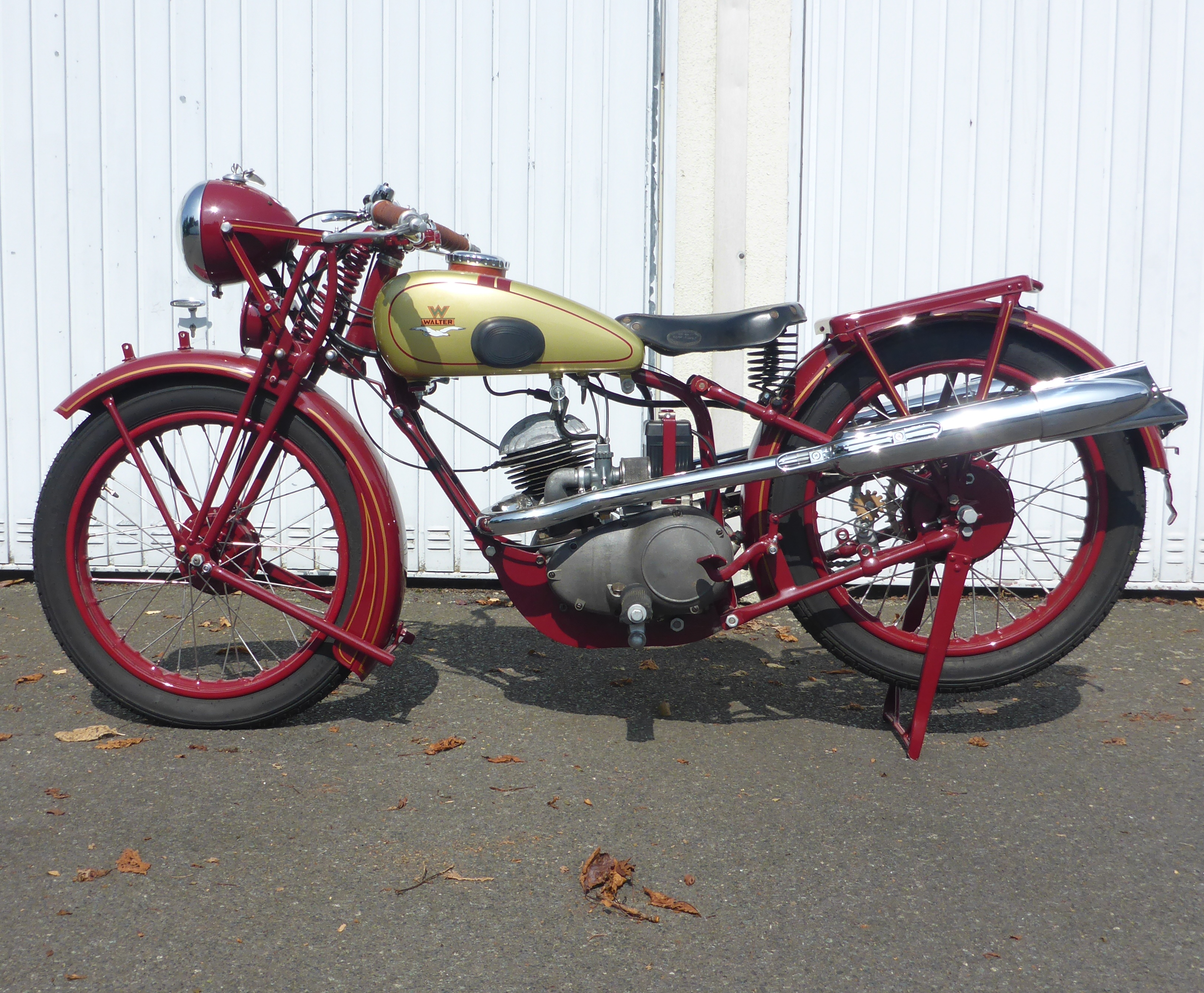
200 cm³ Walter mit Bark Motor klein

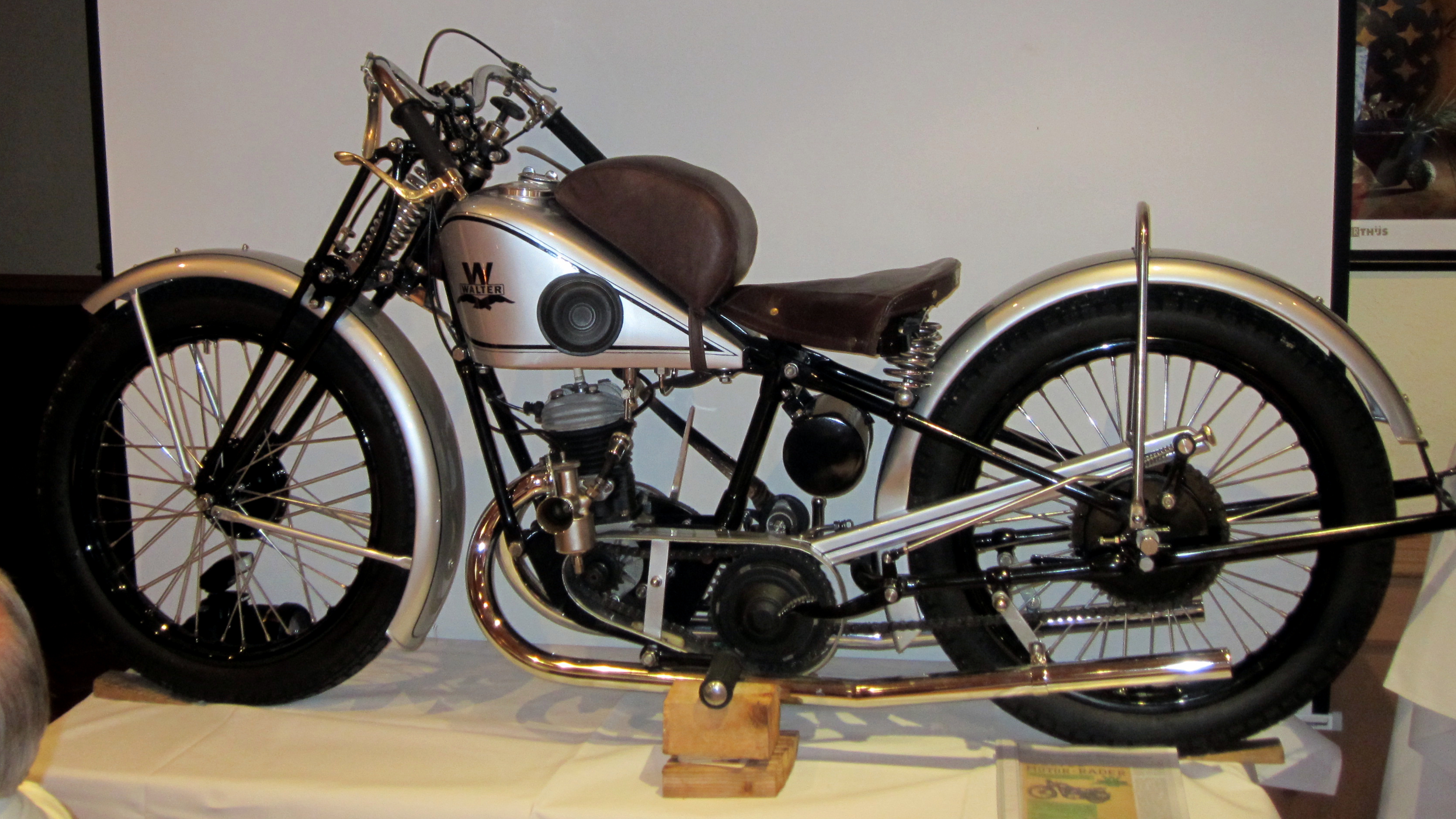
Walter 175 cm³

In der DDR wurde der Betrieb enteignet und zum VEB Möve-Werk Mühlhausen umfirmiert. Die Fahrradproduktion wurde bis 1961 fortgeführt und zu diesem Zeitpunkt an MIFA abgetreten. In der Folgezeit produzierte das Möve-Werk Mühlhausen Fahrzeugsitze für Nutzfahrzeuge. Bis 1990 war der Betrieb Teil des IFA-Kombinats Nutzkraftwagen.